# Schloss Bytča
Das Schloss Bytča (slowakisch Bytčiansky kaštieľ oder Bytčiansky zámok) ist ein Schloss in der nordwestslowakischen Stadt Bytča (deutsch Großbitsch). Es befindet sich südlich des Stadtzentrums am rechten Ufer des Bachs Petrovička und das Areal umfasst neben dem Schloss auch den Hochzeitspalast (slowakisch Sobášny palác), Verwaltungs- und Wirtschaftsgebäude und einen Park.

## Beschreibung und Geschichte

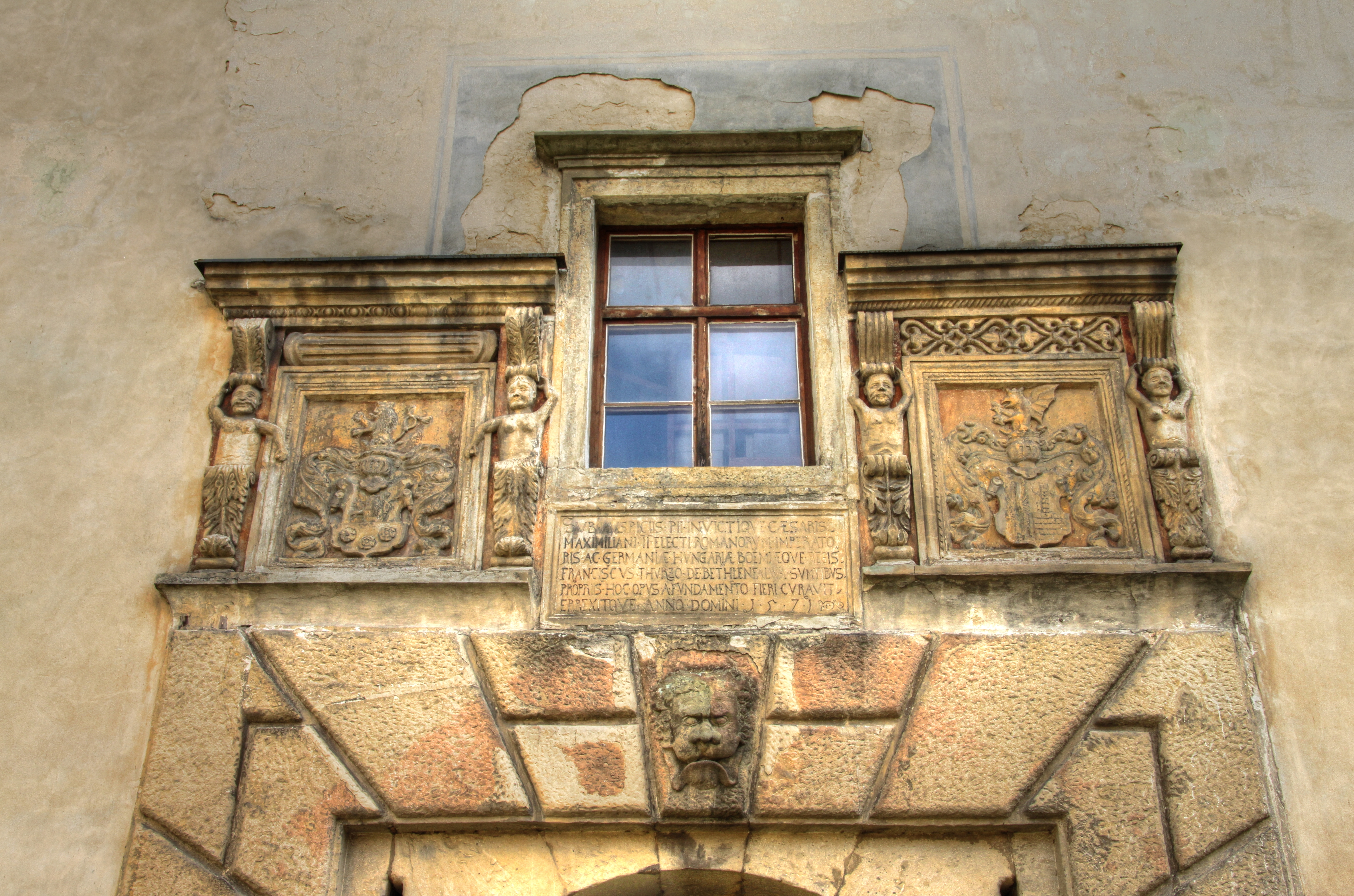
Wappen der Familien Thurzo und Zrinski am Eingangsportal

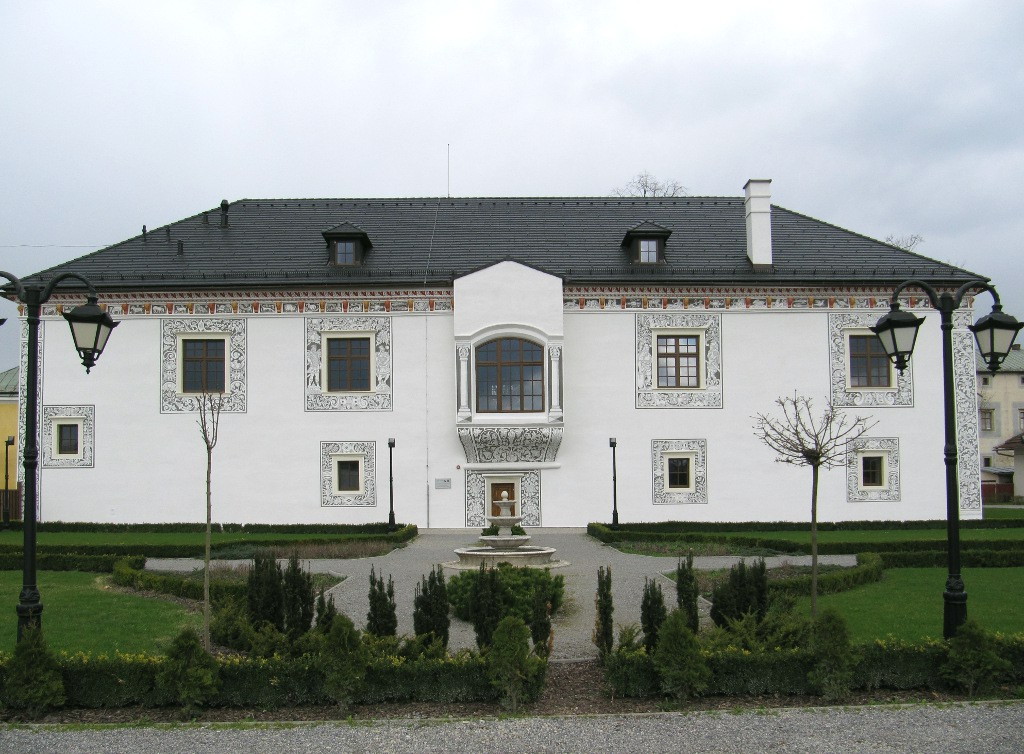
Frontansicht des Hochzeitspalasts

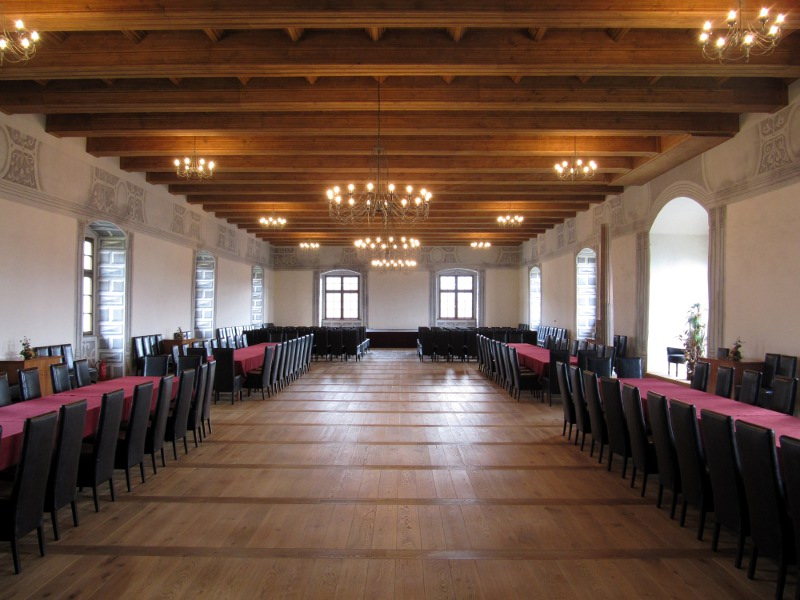
Der große Saal des Hochzeitspalasts

An der Stelle des Schlosses stand im Mittelalter eine kleinere gotische Wasserburg aus dem 13. Jahrhundert, die dem Neutraer Bistum gehörte, später aber seine Besitzer relativ häufig wechselte. Hierzu zählen u. a. die Familien Pongrácz und Podmaniczky.
Im 16. Jahrhundert war die Wasserburg schon in einem heruntergekommenen Zustand. 1563 erwarb Franziskus I. Thurzo, Bischof von Neutra (bis 1557) und Gespan von Arwa aus der Kaufmannsfamilie Thurzo, diese Festung mit deren Herrschaftsgebiet und auch die Burg Hričov und ließ 1571–1574 an der Stelle der Wasserburg ein einen quadratischen Grundriss einnehmenden Renaissance-Schloss bauen. Der Bau mit vier imposanten Rundtürmen (Rondelle) wurde durch den italienischen Baumeister Kilian aus Mailand errichtet. Im Innenhof befinden sich auf allen vier Seiten Arkaden, die später (1612 beziehungsweise 1736) mit Wandmalereien verziert wurden. Unter Franziskus’ Sohn Georg wurde das Schloss ab 1585 Stammsitz der Familie, von hier aus wurden neben dem eigentlichen Herrschaftsgebiet von Bytča auch andere Ländereien von Thurzo, insbesondere jene der Burgen Lietava und Arwa verwaltet.
Zur Hochzeit seiner Töchter ließ Georg 1601 im Schlossgarten den Hochzeitspalast errichten nach dem Vorbild italienischer Villas errichten. Im Äußeren fällt er durch reiche Verzierungen an der Fassade (Sgraffito) auf, im Inneren befindet sich auf dem Obergeschloss ein 34,5 × 12,5 m großer Saal. Nach historischen Verzeichnissen wurden hier acht Hochzeiten und drei Beerdigungen in feierlichem Rahmen abgehalten.
Das Schlossareal wurde 1605–1612 nach einem verheerenden Überfall von Haiducken unter Stephan Bocskai erneuert, dabei leistete der italienische Meister A. Pocabello einen namhaften Beitrag. Hier wurden im Januar 1611 zwei Prozesse gegen vier Mitangeklagte der „Blutgräfin“ Elisabeth Báthory abgehalten. Nach dem Aussterben von Thurzos in männlicher Linie im Jahr 1621 ging das Herrschaftsgebiet Bytča mit dem Schloss über die Heirat von Krisztina Nyáry, Witwe des Grafen Emmerich Thurzo, mit Nikolaus Esterházy in den Besitz des gleichnamigen Hauses. Da die Esterházys sich vor allem in ihrem Schloss in Eisenstadt aufhielten, war das Schloss überwiegend wirtschaftlich genutzt, so wurde z. B. der Hochzeitspalast zum Lager und Kornspeicher. Einzig im Schloss entstanden im Jahr 1736 neue Wandmalereien, die die älteren von 1612 überdeckten.
1868 erwarb die Kaufmannsfamilie Popper das Schlossareal, die es vorwiegend zu wirtschaftlichen Zwecken nutzten. Im Schloss selbst entstanden Wohnungen, der Hochzeitspalast wurde zeitweilig Sitz eines Stuhlbezirksgerichts, ein klassizistisches Gebäude Sitz des Stuhlbezirksamts. Durch unsachgemäße Eingriffe wurden dabei die Wandmalereien beschädigt, auch weitere Umgestaltungen störten den historischen Charakter des Anwesens. Wegen Überschuldung wurde 1935 das Schloss unter Zwangs-, 1945 dann auch Staatsverwaltung gestellt. Schließlich wurde der Staat am 3. April 1950 alleiniger Eigentümer des Schlosses und von zugehörigen Objekten. In mehreren Restaurierungsphasen ließ der Staat mehrere Umgestaltungen entfernen mit dem Ziel, das Aussehen aus dem frühen 17. Jahrhundert wieder herzustellen. Der Hochzeitspalast wurde 2008–2009 in diesem Sinne restauriert.

## Heutiger Zustand

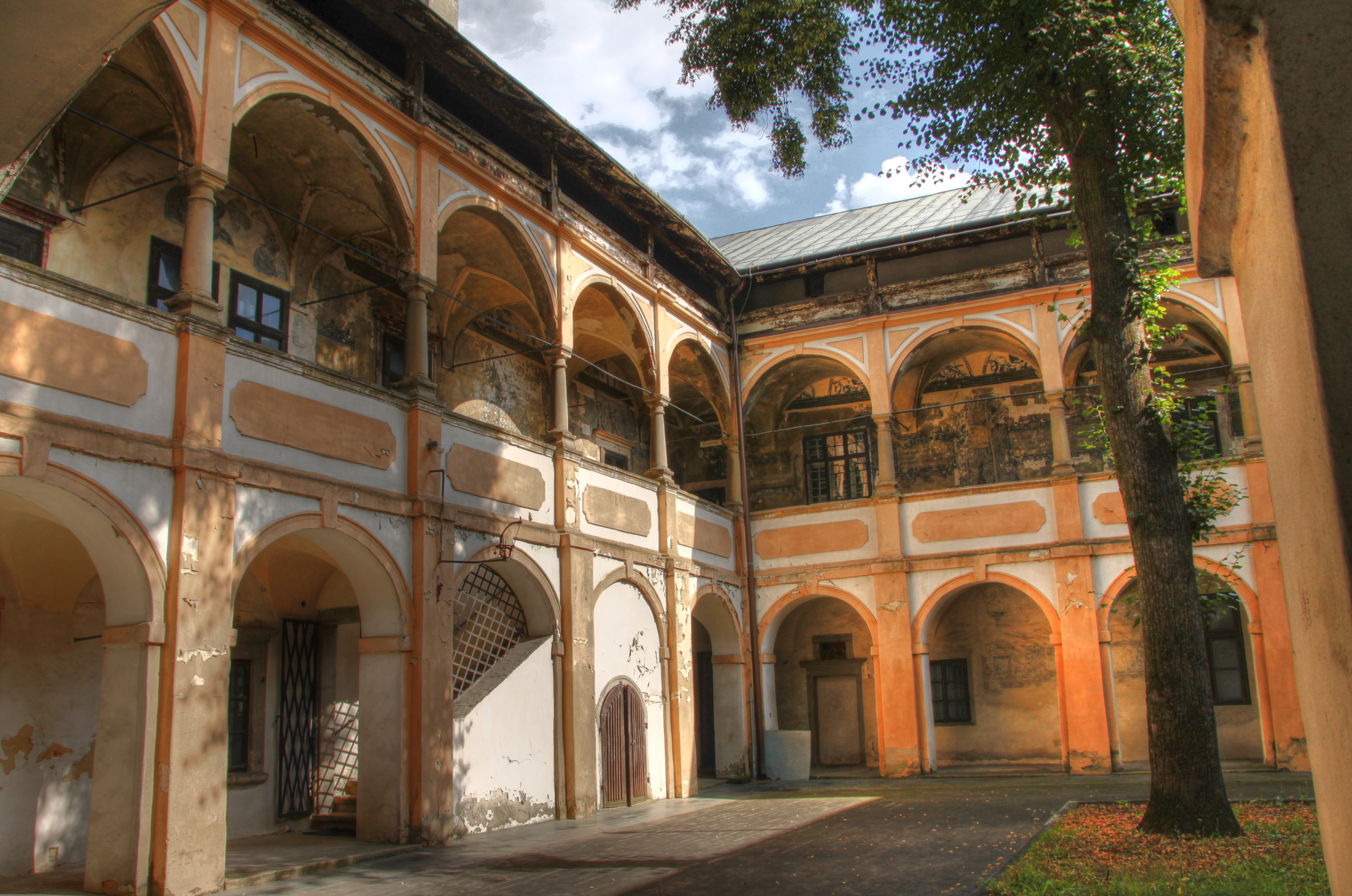
Der Innenhof des Schlosses

Das Schloss ist seit 1955 Sitz einer regionalen Niederlassung des Staatsarchivs und kann nicht frei besichtigt werden. Der Hochzeitspalast steht unter der Verwaltung von Považské múzeum (etwa Waagtalmuseum) und beherbergt eine kleine Ausstellung, darüber hinaus wird er für gesellschaftliche Veranstaltungen genutzt.